# Takahiro Shibasaki
Takahiro Shibasaki (japanisch 柴崎 貴広 Shibasaki Takahiro; * 23. Mai 1982 in Yokosuka, Präfektur Kanagawa) ist ein ehemaliger japanischer Fußballspieler.

## Karriere
Shibasaki erlernte das Fußballspielen in der Schulmannschaft der Kojo High School. Seinen ersten Vertrag unterschrieb er 2001 bei Tokyo Verdy. Der Verein spielte in der höchsten Liga des Landes, der J1 League. 2004 wechselte er nach Yokohama zum Zweitligisten Yokohama FC. 2006 wechselte er zum Erstligisten FC Tokyo. 2007 kehrte er zum Zweitligisten Tokyo Verdy zurück. 2013 wurde er an den Ligakonkurrenten Yokohama FC ausgeliehen. Für den Verein absolvierte er 13 Ligaspiele. 2014 kehrte er zu Tokyo Verdy zurück. Nach insgesamt 138 Ligaspielen wechselte er im Januar 2022 zum Drittligisten SC Sagamihara. Für den Klub aus Sagamihara stand er fünfmal in der Liga im Tor. Zu Beginn der Saison 2023 wechselte er zum ebenfalls in der dritten Liga spielenden Kataller Toyama. Für den Verein aus Toyama bestritt er ein Ligaspiel. Nach der Saison 2023 beendete er seine Karriere als Fußballspieler.